# أندري أرشافين
أندري أرشافين (بالروسية: Андрей Аршавин)، من مواليد 29 مايو 1981 في سان بطرسبرغ في روسيا، لاعب كرة قدم روسي.
بدأ مسيرته الكروية مع نادي زينيت سان بطرسبرغ في عام 2000.
بدأ باللعب مع منتخب روسيا لكرة القدم في عام 2002.
لفت نظر الاندية الاوربية بعد تألقه في بطولة امم اوربا2008 مع المنتخب الروسي. وكان الهداف الأول لروسيا في البطولة وساعد بلدة في الصعود إلى الادوار النهائية وهو كابتن لمنتخب روسيا الحالي.
آرسنال
في موسم الانتقالات يناير2009 انتقل إلى نادي آرسنال الإنجليزي بعد مسلسل من الاشاعات ومطالب نادي المالية كادت أن تتعثر الصفقة لكن ومع آخر ساعات اغلاق باب الانتقالات وقع أندري أرشافين على عقد انتقاله إلى آرسنال.
وبعد انتقاله لآرسنال ظهر ب12 مباراة بالدوري وتألق بها حيث سجل 6 اهداف منها 4 في مرمى نادي ليفربول في الانفيلد ولم يكن بإمكانه اللعب لأرسنال في دوري أبطال أوروبا لأنه شارك مع فريقه السابق في نفس المسابقة وقانون الفيفا لا يسمح بمشاركة اللاعب مع فريقين مختلفين في نفس العام.

## العودة إلى سان بطرسبيرغ
في 24 فبراير 2012، جاء للعب مع ارسنال، انتقل الدولي الروسي على سبيل الإعارة حتى نهاية الموسم إلى ناديه الأول، زينيت سان بطرسبيرغ الروسي

## روابط خارجية
- أندري أرشافين على موقع الاتحاد الدولي (مؤرشف)  (الإنجليزية)
- أندري أرشافين على موقع الاتحاد الأوربي (الإنجليزية)
- أندري أرشافين على موقع قاعدة بيانات كرة القدم.إي يو (الإنجليزية)
- أندري أرشافين على موقع بيانات كرة القدم. دي إي (الألمانية)
- أندري أرشافين على موقع ليكيب (الفرنسية)
- أندري أرشافين على موقع ناشيونال فوتبول تيمز (الإنجليزية)
- أندري أرشافين على موقع Soccerbase.com (لاعب) (الإنجليزية)
- أندري أرشافين على موقع Soccerway.com (الإنجليزية)
- أندري أرشافين على موقع عالم كرة القدم.نت (الإنجليزية)
- أندري أرشافين على موقع كووورة